# Maesa permollis
Maesa permollis är en viveväxtart som beskrevs av Wilhelm Sulpiz Kurz. Maesa permollis ingår i släktet Maesa och familjen viveväxter. Inga underarter finns listade i Catalogue of Life.